# Jevhen Smyrnyj
Jevhen Serhijovyč Smyrnyj (in ucraino Євген Сергійович Смирний?; Kiev, 18 agosto 1998) è un calciatore ucraino, centrocampista dell'Oleksandrija.

## Caratteristiche tecniche
È un centrocampista centrale.

## Carriera

### Club
Cresciuto nel settore giovanile della Dinamo Kiev, ha esordito in prima squadra il 25 ottobre 2017 disputando l'incontro di Kubok Ukraïny vinto 3-2 contro l'Oleksandrija.
Nella stagione 2018-2019 è stato aggregato in pianta stabile alla prima squadra, collezionando 3 incontri in campionato, uno in coppa d'Ucraina e 2 in Champions League.
L'11 luglio 2019 è stato ceduto in prestito al Kolos Kovalivka.

### Nazionale
Ha giocato nelle nazionali giovanili ucraine Under-18, Under-19 ed Under-21.